# Pathomchai Sueasakul
Pathomchai Sueasakul (tiếng Thái: ปฐมชัย เสือสกุล, sinh ngày 10 tháng 10 năm 1988), là một cầu thủ bóng đá người Thái Lan thi đấu ở vị trí tiền vệ cho câu lạc bộ Giải bóng đá Ngoại hạng Thái Lan Ratchaburi Mitr Phol.